# Theater in Japan

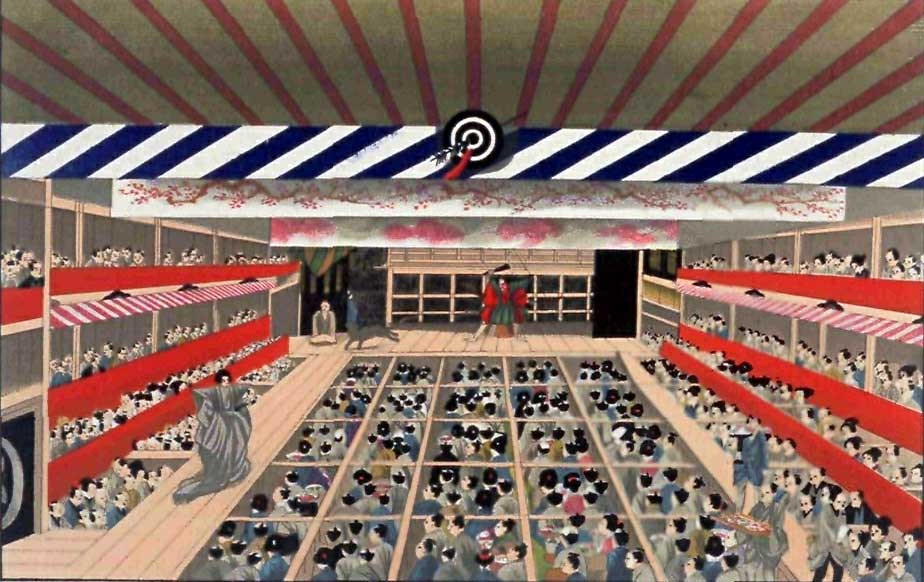
Illustration einer japanischen Kabuki-Aufführung

Unter Japanischem Theater versteht man in erster Linie, aber nicht ausschließlich traditionelle Formen des japanischen Schauspiels, wie Nō und Kabuki. Japan und insbesondere Tōkyō bieten daneben auch ein großes Angebot an modernen Theaterstücken, auch in westlicher Tradition.

## Traditionelle Formen
Das traditionelle japanische Theater wird eingeteilt in vier prägende Formen: Nō, Kyōgen, Kabuki und Bunraku, das Puppentheater.

### Nō und Kyōgen
Die frühesten bekannten Kyōgen-Stücke datieren aus dem 8. Jahrhundert. Damals wurde Kyōgen als Pausenfüller zwischen den Akten eines Nō-Spiels aufgeführt. Es griff die Handlung der Nō-Aufführung auf und schlug eine Brücke zu zeitgenössischer Thematik mit stilistischen Mitteln der Farce oder des Slapstick. Die Schauspieler des Kyōgen trugen im Gegensatz zum Nō nur dann Masken, wenn die Rolle wirklich ein verändertes Äußeres erforderte. Bis zum Jahre 1450 war es sowohl Männern als auch Frauen erlaubt, Kyōgen aufzuführen.

### Kabuki
Die wohl bekannteste Form des japanischen Theaters ist das Kabuki. Ein Grund für seine Bekanntheit sind möglicherweise die wilden Kostüme und die dargestellten Schwertkämpfe, die bis in das ausgehende 17. Jahrhundert (um 1680) mit echten Klingen ausgetragen wurden. Kabuki entstand als Gegenpol zum Nō. Es wollte die Zuschauer mit lebendigeren und zeitgemäßeren Handlungen packen. Die erste bekannte Aufführung eines Kabuki-Stückes fand 1603 statt.
Im Laufe der Zeit wurde aus Kabuki, das ursprünglich als neue, freiere Form des Schauspiels gedacht war, eine ebenfalls hoch stilisierte Kunstform, dem Nō nicht unähnlich.
Interessanterweise besteht die populäre Theatertruppe Gekidan Shinkansen aus Tōkyō darauf, dass ihre Werke der reinen Form des Kabuki entsprächen, indem sie historische Rollen auf sehr moderne, laute und verfremdete Weise darstellten. Ob es sich bei ihren Aufführungen tatsächlich um Kabuki im klassischen Sinne handelt, bleibt wohl eine umstrittene Frage, nicht zuletzt eine des persönlichen Geschmacks.

### Bunraku
Puppen und damit Bunraku sind auf japanischen Bühnen ebenso lange zu finden wie das Nō-Spiel. Mittelalterliche Quellen berichten davon, dass Puppen auch im eigentlichen Nō zur Anwendung gekommen seien. Die Puppen des Bunraku sind etwa einen Meter bis einen Meter zwanzig groß und werden von jeweils mehreren Puppenspielern geführt, die selbst, im Gegensatz zum Puppentheater in westlicher Tradition, für die Zuschauer sichtbar sind. Dabei sind die Puppenspieler, die die Gliedmaßen bewegen, gänzlich in Schwarz, der Puppenspieler für den Kopf dagegen bunt gekleidet. Musik und Gesang sind im Bunraku weit verbreitet und der Spieler der Shamisen führt üblicherweise die Regie des Stückes.
Kitano Takeshi brachte 2002 mit seinem Film Dolls, der mit einer Bunraku-Szene eingeleitet wird und in einer endet, einen Eindruck vom Bunraku-Theater auch in die westliche Medienlandschaft.

## Modernes Theater
Als moderne, japanische Form des Theaters entwickelte sich zu Beginn des zwanzigsten Jahrhunderts das Shingeki (neues Theater) nach dem Vorbild westlichen realistischen Theaters, das ein natürliches Spiel und zeitgenössische Themen nutzte und damit wieder einen Gegenpol zu den stark stilisierten Konventionen des Kabuki und Nō schuf.
In der Nachkriegszeit erfuhr das moderne Theater einen dramatischen Wachstumsschub und neue, kreative Werke führten unverbrauchte, ästhetische Konzepte ein, die das etablierte, moderne Theater wie die Shōgekijō-Undō, die Kleintheater-Bewegung, revolutionierten.
Als Herausforderung des realistischen, psychologischen Theaters westlicher Prägung im Shingeki, das sich auf „tragische, historische Entwicklungen“ konzentrierte, begannen junge Dramatiker mehr und mehr mit weithin akzeptierten Methoden wie dem konventionellen Bühnenraum zu brechen. Eine neue Bewegung, die sich Angura (Andaguraundo, vom engl. underground) nannte, versetzten ihre Aufführungen in Zelte, auf Straßen und ins offene Gelände, oder trieben das ganze auf die Spitze, indem sie einzelne Szenen an ganz verschiedenen Plätzen in Tōkyō stattfinden ließen.
Die Handlungen wurden zunehmend komplexer, wurden mit Sequenzen des Spiels im Spiel ausgestaltet, machten viele Zeitsprünge in rascher Abfolge und mischten Realität mit Phantasie. Die dramatische Struktur wurde zugunsten der Schauspieler aufgelöst, die so ein stärkeres Gewicht erhielten und oft auch eine Reihe von Masken verwendeten, um verschiedene Persönlichkeiten darzustellen.
In einer weiteren Bewegung gingen Dramatiker aber auch wieder dazu über, bewährte Stilmittel der Bühne, die im Nō und Kabuki perfektioniert worden waren, zur Umsetzung ihrer neuen, eigenen Ideen einzusetzen. So wurden beispielsweise Erzähler mit englischen Sprachkenntnissen eingesetzt, um auch einem internationalen Publikum Zugang zu den dramatischen Inhalten zu schaffen.
Bekannte japanische Dramatiker der 1980er Jahre sind Kara Jūrō, Shimizu Kunio, und Betsuyaku Minoru, die alle mit festen Ensembles arbeiteten. In dieser Zeit wurden Bühnentechnik und Schauspiel sehr verfeinert und ausdifferenziert, aber das Spiel verlor gegenüber dem Theater der Nachkriegszeit die kritische Experimentierfreude.
Tadashi Suzuki entwickelte eine Schulungsmethode für seine Schauspieler, die Konzepte der Avantgarde mit klassischen Elementen des Nō und Kabuki verband. Dieser Ansatz entwickelte sich zu einer treibenden, schöpferischen Kraft im japanischen und internationalen Theater der Achtziger. Eine weitere, sehr originelle Mélange östlicher und westlicher Konzepte fand sich in der Produktion Nastasya, auf der Basis von Dostojewskis Der Idiot, in der Bandō Tamasaburō, ein berühmter Onnagata (männlicher Darsteller weiblicher Rollen) des Kabuki, sowohl die Rolle des Prinzen als auch die seiner Verlobten spielte.

### Shōgekijō
In den 1960er Jahren entstanden auch vermehrt Stückes des Shōgekijō, oder wörtlich, des kleinen Schauspiels. Mit diesem Begriff bezeichnete man im Allgemeinen Stücke, die von Laienschauspiel-Gruppen für „jedermann“ aufgeführt wurden und die eher der Unterhaltung dienten, als dass sie künstlerischen Anspruch erhoben.
Einige der philosophisch orientierten Dramatiker und Regisseure dieser Zeit sind auch heute noch aktiv, darunter Noda Hideki, Kogami Shoji und Keralino Sandorovich (Pseudonym eines japanischen Dramatikers).
Bekannte Gruppen der Shōgekijō-Undō sind beispielsweise Nylon 100, Gekidan Shinkansen, Tokyo Sunshine Boys oder Halaholo Shangrila.

### Westliches Theater in Japan
Viele Theaterstücke westlicher Herkunft, vom Theater der griechischen Antike über William Shakespeare, Fjodor Dostojewski bis hin zu Samuel Beckett, werden auch in Tōkyō aufgeführt. In der japanischen Hauptstadt finden so geschätzte 3000 Theateraufführungen pro Jahr statt. Damit zählt Tōkyō zu den weltweit größten Zentren der Theaterkultur.
Die Eröffnung des Nachbaus des Globe Theatres wurde gefeiert, indem man ein britisches Ensemble einflog, das sämtliche Werke Shakespeares aufführte, während japanische Ensembles Neuinterpretationen von einigen Stücken Shakespeares verfassten, unter anderem von Hamlet und König Lear. Das Globe Theatre in Shin-Ōkubo wird derzeit hauptsächlich durch Johnny’s Entertainment genutzt oder für die Arbeit und Vermarktung japanischer Pop-Idole auf dem Schauspiel-Sektor.
Yukio Ninagawa, ein international bekannter japanischer Regisseur und Dramatiker, ließ sich häufig von Elementen aus den Werken von Shakespeare inspirieren. 1995 führte er „Shakespeare Tenpo 12Nen“ auf, einer Interpretation des beliebten britischen Shakespeare Condensed, in dem alle Werke von Shakespeare auf eine Spielzeit von nur zwei Stunden komprimiert wurden. An diesem Projekt beteiligten sich bekannte japanische Schauspieler wie Natsuki Mari und Karasawa Toshiaki.